# Ordrup Cycle Club
Ordrup Cycle Club er en dansk cykelklub. Den har klubhus ved Jægersborg. Klubben blev grundlagt den 16. september 1957.

## Historie
I begyndelsen af 1958 fik klubben klubhus på Ordrup Torv. Den lokalitet havde den kun i to år, hvorefter adresser blev i kælderlokaler på Fredensvej, Lindegårdsvej, og senest på Ordrupvej. I 1964 flyttede klubben til en tidligere fjerbolde-fabrik på Grønnevænge. I 1975 flyttede man til Ordrupbanen. Her boede OCC i 25 år, indtil banen skulle rives ned. Derefter blev der bygget et nyt klubhus på Jægersborg Allé, og dette blev indtaget i november 2002.
Klubbens ryttere har igennem årene blandt andet begået følgende bedrifter:
- Verdensmesterskab 1974
- Mange danske mesterskaber
- Deltagelse i OL 1980
- Deltagelse i OL 1980 på landevej
- Flere vundne store internationale etapeløb